# Muljanka
Muljanka (rus. Мулянка) je mala rijeka u Permskom kraju u Rusiji, lijeva pritoka rijeke Kame. Protječe kroz grad Perm i pripadajući Permski rajon.

## Zemljopis
Dugljina Muljanke je 52 km, a površina porječja joj je 460,7 km².

## Pritoke
Muljanka ima 35 pritoka. Najveće od njih:
- Rjiž - lijevi pritok, duljina 21 km, ulijeva se u Muljanku 42 km od ušća.
- Mosj - desni pritok, duljina 17 km, 27 km od ušća.
- Pjiž - lijevi pritok, duljina 22 km, 11 km od ušća.

Također na području grada Perma, znameniti mali desni pritoci: Malinovka, Kamenka, Kultaevka.

## Vodeni sustav
Poplave Muljanke počinju u travnju i traju 20-25 dana, a maksimalnu razinu dostižu krajem travnja. U toplo doba godine, tijekom obilnih kiša, također se javljaju kišne poplave sa značajnim povećanjem razine vode.

## Plovnost
Muljanka nije uključena u popis plovnih rijeka Permskog kraja, koji se sastoji od: Kama, Višera, Silva i Čusovaja.

## Komercijalna upotreba
Vode Muljanke koriste se za rekreaciju te za potrebe domaćeg gospodarstva.

## Galerija
- Pješački most, pogled kod ulice Stroitelej
- Pogled na ušće Muljanke s mosta kod ulice Krasin
- Pješački most, ulaz na most kod desne obale.
- Most kod ulice Stroitelej je otvoren 13. srpnja, 2007. godine, dužine 248 metara: gradnja mosta 2006.
- Pogled na most s desne obale.

## Vanjske poveznice
|  | Zajednički poslužitelj ima još gradiva o temi Muljanka |